# Bug Juice
Bug Juice es una serie de telerrealidad que se estrenó en Disney Channel el 28 de febrero de 1998. La serie se centra en 20 niños y sus experiencias en un campamento de verano. Juntos, los niños trabajan duro para sobresalir en sus actividades y hacerse amigos. La frase Bug Juice es un término de la jerga de campamento para una bebida de jugo muy dulce hecha de mezclas en polvo, como Kool-Aid, que a menudo se sirven en campamentos de verano.
El 4 de agosto de 2017, Disney Channel anunció el regreso de la serie. Su estreno está previsto para el 16 de julio de 2018, ahora titulado Bug Juice: My Adventures at Camp.

## Historia y producción
El cocreador de la serie, Douglas Ross, pensó que campamento de verano sería el "escenario perfecto para un programa basado en la realidad para niños de 9 a 12 años". Ross, un excampista, lanzó la idea al Disney Channel y al entonces jefe de programación y producción Rich Ross. Se le dio luz verde para crear la serie sin un episodio piloto. El lugar, el campamento de Waziyatah, se decidió unos meses antes de que comenzara la temporada de campamentos de 1997. Los productores realizaron alrededor de 100 entrevistas telefónicas y 60 visitas domiciliarias antes de seleccionar 27 campistas. Se eligieron cuatro consejeros del campamento de entre el grupo existente y 350 miembros del público en respuesta a un llamado abierto en Internet. La primera temporada fue filmada durante 56 días seguidos por tres equipos de filmación. Las cabañas de los niños y las niñas tenían todas las tripulaciones masculinas y femeninas, dirigidas por los directores Donald Bull y Laura Zucco respectivamente.
El 15 de julio de 1999, Disney ordenó una segunda temporada; se estrenó el 5 de marzo de 2000. En junio de 2000, la producción comenzó en una tercera temporada que se anunció el 12 de julio; comenzó a emitirse el 3 de junio de 2001.

## Episodios
| Temporada | Temporada | Episodios | Estados Unidos        | Estados Unidos        |
| Temporada | Temporada | Episodios | Comienzo              | Final                 |
| --------- | --------- | --------- | --------------------- | --------------------- |
|           | 1         | 20        | 28 de febrero de 1998 | 1998                  |
|           | 2         | 20        | 5 de marzo de 2000    | 2000                  |
|           | 3         | 20        | 3 de junio de 2001    | 15 de octubre de 2001 |
|           | 4         | 16        | 16 de julio de 2018   | 9 de agosto de 2018   |

## Regreso
El 4 de agosto de 2017, Disney Channel anuncia que revivirán la serie. La primera temporada del regreso tendrá lugar en el Campamento Waziyatah, el mismo lugar de la primera temporada de la serie original. El estreno de la nueva serie está previsto para el 16 de julio de 2018.